# 双额短浆蟹
双额短浆蟹（学名：Thalamita sima）为梭子蟹科短浆蟹属的动物。分布于日本、夏威夷、新喀里多尼亚、澳大利亚、新西兰、泰国、马来群岛、新加坡、印度尼西亚、斯里兰卡、红海、东非、台湾岛以及中国大陆的广东、福建等地，生活环境为海水，多栖息于低潮线下以及岩石海岸或潮间泥滩。